# Phoebis sennae
Phoebis sennae is een vlindersoort uit de familie Pieridae (witjes) en de onderfamilie Coliadinae.
Phoebis sennae werd in 1758 vermeld door Linnaeus in de tiende editie van Systema naturae.